# Bank Norwegian

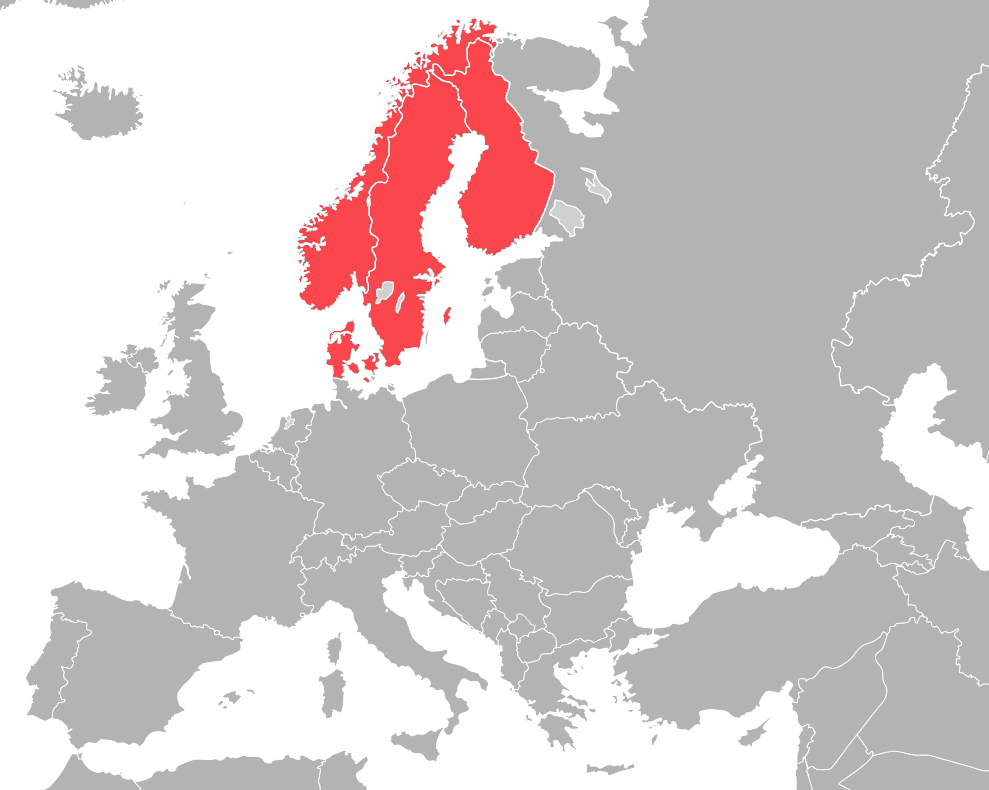

O Bank Norwegian AS é um banco de internet norueguês que fornece empréstimos, cartões de crédito e contas de poupança aos consumidores. A empresa foi fundada em novembro de 2007 e está sediada em Bærum, na Noruega. A Norwegian Air Shuttle possui 20% do banco.
O banco foi estabelecido no restante dos países nórdicos, na Alemanha e Espanha. 
Em 2022, a instituição fundiu-se com o Nordax Bank, hoje NOBA Bank Group, tornando-se uma filial da empresa.